# Fort Elisabeth (Hawaii)

Orienteringskarta, Kauaiön högst upp.

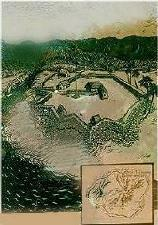
Fort Elisabeth kring 1817.

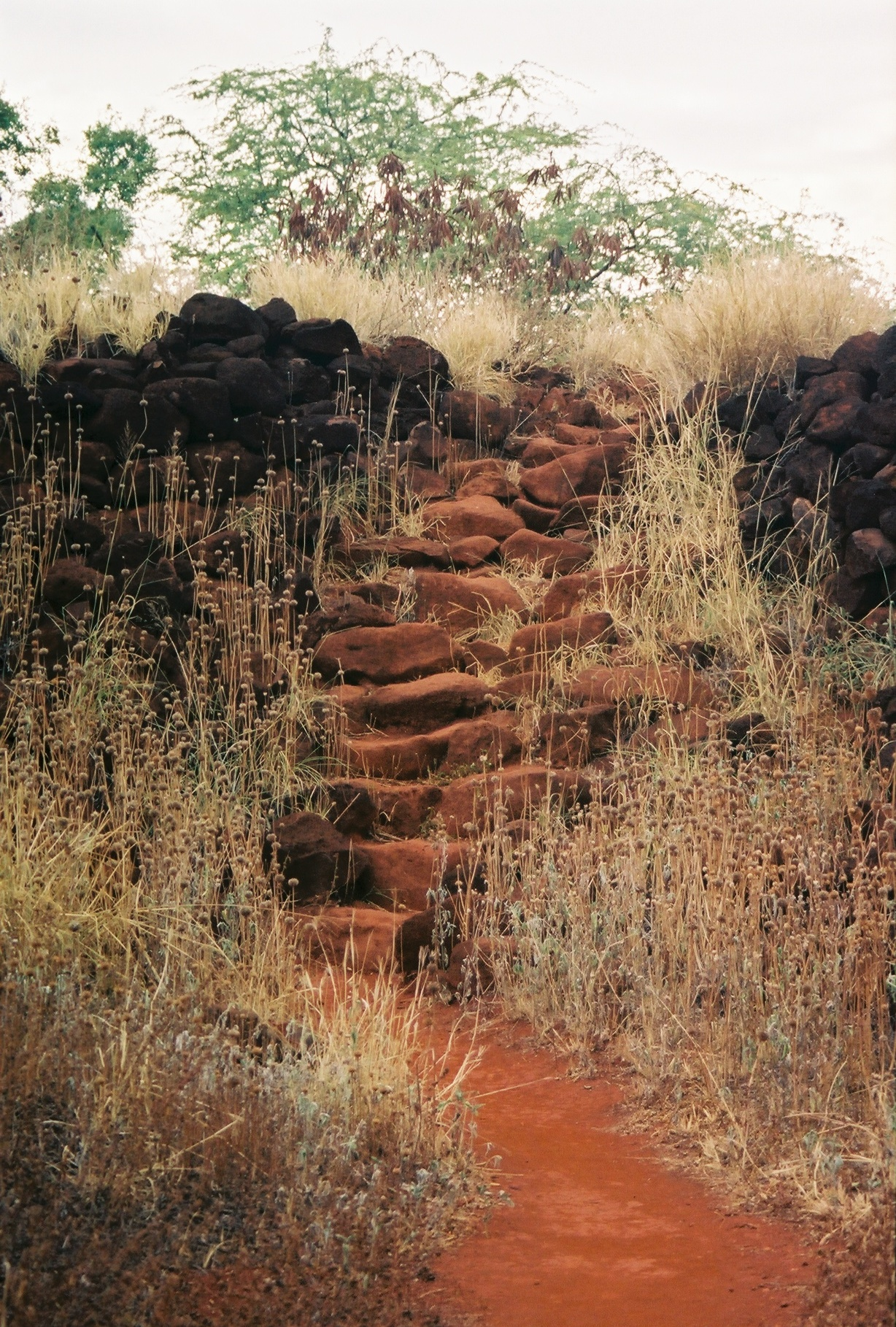
Delar av fortets ruiner.

Fort Elisabeth (ryska Елизаветинская крепость, hawaiiska Paʻulaʻula o Hipo, engelska Fort Elizabeth) var en rysk kortvarig bosättning på Hawaiiöarna och del av Ryska Amerika. Idag är området ett National Historic Landmark.

## Geografi
Fort Elisabeth ligger vid Laauokala Point, vid den östra stranden av Waimeafloden i Kauai County på den sydvästra delen av Kauaiön.

## Anläggningen
Fortet uppfördes i form av en oregelbunden oktogon med en diameter av 90–140 m. Den omgärdande muren var cirka 6 m hög och omgav flera byggnader däribland en liten rysk-ortodox kyrka, förrådsbyggnader, baracker och bostadshus. Fortet hade även en rad kanoner till sitt försvar.
Idag återstår endast ett fåtal byggnationer av fortets anläggning.

## Historia
I januari 1815 förliste Rysk-amerikanska kompaniets fartyg "Bering" lastad med pälsar vid Waimeas kust, vraket och lasten konfiskerades då av Kauais kung Kaumualii. Kompaniet, som behövde handelsplatser för att säkra bl.a. mattillgången till de ryska bosättningarna i Alaska, skickade då Georg Anton Schäffer för att inleda förhandlingar om återlämnandet. Till en början förhandlade Schäffer med kung Kamehameha I dock utan framgång. Därefter vände sig Schäffer i maj 1816 direkt till Kaumualii, dessa förhandlingar utmynnade den 1 juli i ett hemligt avtal där Schäffer lovade honom ryskt bistånd (utan Alexander I:s vetskap och godkännande) till en invasion av grannöarna Oahu, Lanai, Maui och Molokai som Kaumualii ansåg tillhörde hans kungadöme i utbyte mot markområden.
Den 12 september 1816 inleddes byggandet av Fort Elisabeth (i oktober inleddes även uppförandet av ytterligare 2 bosättningar, Fort Alexander och Fort Barclay, på öns norra del). Bosättningen namngavs efter den ryska kejsarinnan Elisabeth. Under tiden erfor Schäffer att hans manskap på Oahu hade utvisats efter att de där hade byggt ett fort och där hissad ryska flaggan. Denna händelse ledde även till oroligheter på Kauai där lokalbefolkningen brände ned de norra bosättningarna.
Den 8 maj 1817 utvisades ryssarna från Hawaii och hawaiianerna tog över fortet. Fortet användes därefter till 1864 då det revs. Schäffers avtal avslöjades och han skulle återföras till Ryssland, han flydde dock till Oahu och sedan till Brasilien.
Den 29 december 1962 utsågs området till National Historic Landmark.